# أحمد أباد (معصومية)
أحمد أباد (بالفارسية: احمدآباد) هي قرية تقع في إيران في قسم معصومیة الريفي. يقدر عدد سكانها بـ 60 نسمة بحسب إحصاء 2016.